# Olympe Bradna

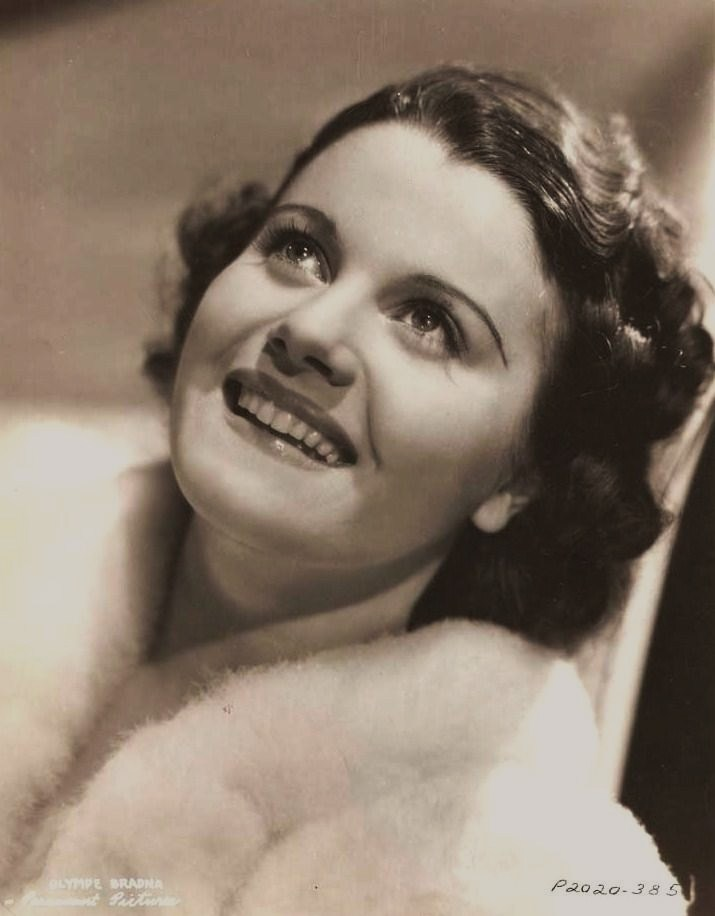
Olympe Bradna in 1936

Antoinette Olympe Bradna (Parijs, 12 augustus 1920 – Lodi, 5 november 2012) was een Franse danseres en actrice.
Bradna groeit op als bareback-ruiter en toen ze acht jaar was werd ze bekend als acrobatisch danseres door het meespelen in de musical "Hit the Deck". Later zal ze als danseres furore maken in theaters als Folies Bergère in Parijs en in theaters in Stockholm, New York, Amsterdam en vele andere grote steden.
Branda speelde vanaf 1933 ook in diverse speelfilms mee. Ze was 70 jaar lang gehuwd (in 1941 te Sherman Oaks) tot aan zijn dood in februari 2012 met Douglass Woods Wilhoit Sr. Ze hadden drie kinderen.

## Films
- Roger la Honte (1933)
- Flofloche (1934)
- Three Cheers for Love (1936)
- College Holiday (1936)
- The Last Train from Madrid (1937)
- High, Wide, and Handsome (1937)
- Souls at Sea (1937)
- Stolen Heaven (1938)
- Say It in French (1938)
- The Night of Nights (1939)
- South of Pago Pago (1940)
- Knockout (1941)
- Highway West (1941)
- International Squadron (1941)